# Международная академия Чхонсим
Международная академия Чхонсим (англ. Cheongshim International Academy, кор.: 청심국제중고등학교, ханча: 淸心國際中高等學敎, CSIA) —  частная школа-интернат в Южной Корее, расположенная в округе Капхён, провинция Кёнгидо. Академия классифицируется правительством Южной Кореи как средняя специализированная школа (특수목적고등학교). 
Хотя первоначальное название академии было «Средняя и старшая школа Чхоншим» (청심중고등학교), в сентябре 2005 года название было изменено на свое нынешнее.  Церемония закладки фундамента состоялась в ноябре 2004 года. Академия получила свидетельство о регистрации в августе 2005 года. 
Первоначально в академию планировалось принять триста учеников. Было установлено, что все предметы, кроме корейского языка и истории Кореи, будут преподаваться на английском языке. Существовали также специализированные курсы TOEFL и SAT. На всех уроках, кроме корейского языка и истории Кореи, используются американские учебники. Философия образования учреждения следует девизу академии — ACG (Альтруистический разум, творческие знания, глобальное лидерство). Утверждается, что образовательный стиль расширяет кругозор учащихся и улучшает их мышление.
Прием студентов на первый курс начался в ноябре 2005 года  Заявки на зачисление и документы принимались с начала до середины ноября.  Вступительные испытания были проведены примерно во второй половине ноября, а отбор был объявлен в конце ноября.  Первая церемония посвящения учащихся Чхонгшим была проведена в марте 2006 года, в ней приняли участие 99 учеников средних и 100 учеников старших классов. В марте 2006 года также был назначен первый директор академии — Ли Чон Хё. Всего в академии обучается 600 учеников, работает 47 учителей, двенадцать из которых иностранные граждане. 56% учителей имеют степени доктора наук.  Нынешний директор - Чо Хён У.
Академия на протяжении многих лет проводила ряд олимпиад для учеников: Турнир истории ACG,  Математический турнир ACG,  Молодежный лагерь мира, и Модель Организации Объединенных Наций (CSIAMUN).
Международную академию CheongShim часто называют «школой для богатых». 